# 14e régiment de commandement et de soutien
Ne doit pas être confondu avec 14e régiment d'infanterie et de soutien logistique parachutiste.
Le 14e régiment de commandement et de soutien (14e RCS) était un régiment de l'Armée de terre française, héritier du 14e escadron du train.
Dissous en 1984, son héritier est le bataillon de commandement et de soutien de la brigade franco-allemande.

## Création et différentes dénominations
- 1er juillet 1875 : création à Lyon du 14e escadron du train afin de soutenir le 14e corps d'armée.
- 1929 : réduction des effectifs, devient la 14e compagnie autonome du train (14e CAT).
- 1935 : 14e compagnie régionale du train (14e CRT).
- 1938 : redevient le 14e escadron du train.
- Dissolution en septembre 1939.
- février 1945 : reconstitué en tant que 14e escadron régional du train (14e ERT).
- avril 1946 : renommé 8e escadron régional du train.
- Dissolution en 1968.
- 1977 : création à Lyon du 14e régiment de commandement et de soutien (14e RCS), héritier du 14e escadron du train. Le 14e RCS était le régiment de soutien de la 14e division d'infanterie.
- 1984 : dissolution du 14e régiment de commandement et de soutien et de la 14e division d'infanterie.
- 1er octobre 1989 : création à Stetten am kalten Markt en Allemagne du bataillon de commandement et de soutien de la brigade franco-allemande (BCS), héritier des traditions du 14e régiment de commandement et de soutien.

## Étendard

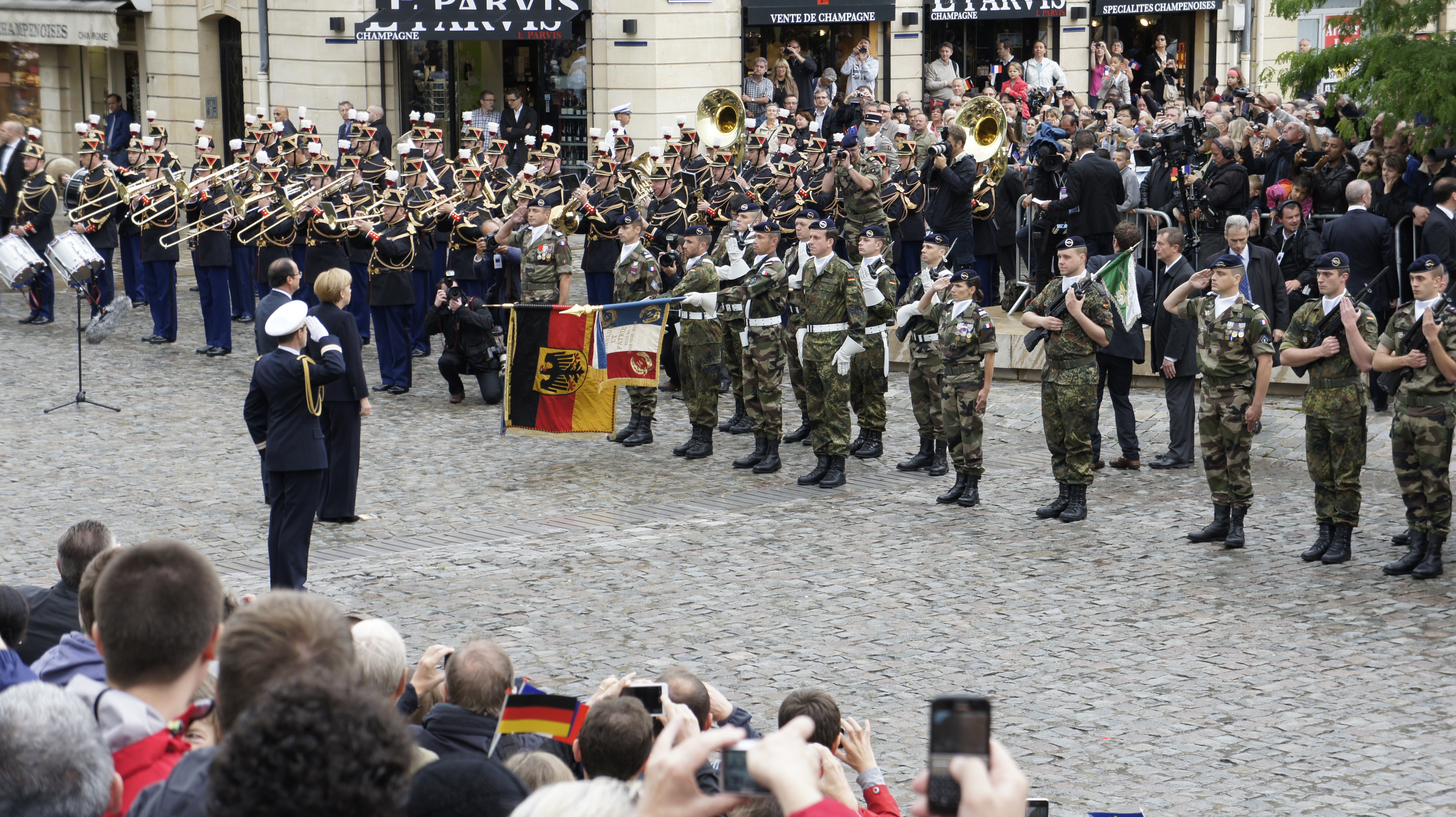
Le drapeau du 14e RCS, confié au BCS, lors d'une cérémonie.

Nom des batailles inscrites sur les plis de son étendard :
- Russie 1812
- Grande Guerre 1914-1918

## Personnalités ayant servi au sein de l'unité
- Jean-Baptiste Tournassoud, connu pour ses photographies, sert comme capitaine au second au 14e escadron du train de 1905 à 1910 et comme capitaine de 1912 à 1915,
- René Gréhan, acteur, est mobilisé au 14e escadron du train en août 1914,
- Jean-Baptiste Pancrazi, ancien membre de la bande à Bonnot, y sert de 1917 à 1919.